# Merixen
Merixen (aussi écrit Mariksene), est un village de la commune de Debdeb, dans le district de Daïra d'In Amenas, dans la Wilaya d'Illizi, en Algérie.